# Liste der Bismarckdenkmale außerhalb Deutschlands
Die Liste der Bismarckdenkmale außerhalb Deutschlands umfasst die Bismarckdenkmale außerhalb Deutschlands.

## Einführung
Bismarckdenkmäler wurden seit 1868 zu Ehren des langjährigen preußischen Ministerpräsidenten und ersten deutschen Reichskanzlers Otto von Bismarck an vielen Orten nicht nur in  Deutschland errichtet. Im Ersten Weltkrieg errichteten deutsche Soldaten in besetzten Gebieten 1915 aus Anlass des 100. Geburtstags von Bismarck sowohl in Frankreich (Bouillonville), als auch in Polen (Czermno) Bismarckgedenksteine.
Mit den Bismarckdenkmäler entstand ein sichtbarer und dauerhafter Ausdruck der Bismarckverehrung bzw. des Bismarck-Kults im Kaiserreich. Größe und Aufwand der realisierten Denkmäler reicht von Gedenktafeln bis hin zu ausgedehnten Anlagen mit mehreren Figurengruppen, wie dem Bismarck-Nationaldenkmal in Berlin. Weiterhin entstanden Bismarcktürme mit Feuerschalen und/oder Aussichtstürme, Bronze-und Steinbüsten-und Standbilder-Denkmale, Brunnenanlagen, Gedenksteine und Baumpflanzungen (original aus dem Sachsenwald).

## Legende
- Bild: Zeigt ein Bild des Bismarckdenkmals.
- Ort, Standort: Nennt den Ort und Standort des angeführten Bismarckdenkmals.
- Land und den heutigen Namen: Nennt das Land des angeführten Bismarckdenkmals.
- Art, Denkmalbezeichnung: Bezeichnet das Denkmal.
- entstanden: Gibt das Jahr der Fertigstellung bzw. die Einweihung an.
- Verbleib des Denkmales: Nennt bauliche bzw. geschichtliche Einzelheiten des Bismarckdenkmals.
- Künstler: Nennt den Künstler (Bildhauer, Architekt) des Bismarckdenkmals.

## Abkürzungen
| Personen, Künstler | Kürzel |
| ------------------ | ------ |
| Architekt          | A      |
| Bildhauer          | BH     |
| Stifter            | St     |

## Bismarckdenkmale innerhalb Europas

### Alphabetisch A bis Z
| Abb./Foto | Ort, Standort                                                   | Bundesland                                                  | Art | entstanden                               | Verbleib | Künstler                                                            |
| --------- | --------------------------------------------------------------- | ----------------------------------------------------------- | --- | ---------------------------------------- | --- | ------------------------------------------------------------------- |
|           | Allenstein Bismarck-Höhe, Stadtwald                             | Ostpreußen, jetzt Olsztyn / Polen                           | Gedenkstein mit Inschrift, mit Metallziergitter mit Bismarck-Relief und Bismarck-Wappen | 1895                                     | unbekannt |                                                                     |
|           | Apenrade Knivsberg                                              | Schleswig-Holstein, jetzt Aabenraa / Dänemark               | Quadratischer Bismarckturm, Nationaldenkmal, als Aussichtsturm aus Granitstein mit Inschrift, Gedächtnishalle mit Kupferstandbild, vorgelagerter Festplatz, Höhe 45 m Wappen und zwei Tafeln | 1901                                     | 17. August 1945 gesprengt, Statue bereits 1919 nach Ascheffel umgelagert | Adolf Brütt (BH)                                                    |
|           | Asch Anhöhe Hainberg                                            | Böhmen / Österreich-Ungarn, jetzt Aš / Tschechien           | Quadratischer Bismarckturm als Aussichtsturm aus Granit mit Inschrifttafel und Bronzemedaillon, Höhe 34 m                                                                                    | 1904                                     | erhalten, saniert | Albrecht Gerold d. Ä., Dresden (BH)                                 |
|           | Belgard Stadtholz                                               | Pommern, jetzt Białogard / Polen                            | Bronzebüste auf niederen Granitsockel mit Inschrift | um 1905                                  | nicht erhalten | Harro Magnussen, Berlin (BH)                                        |
|           | Bellin Ortskern                                                 | Brandenburg, jetzt Bielin / Polen                           | Bronzebüste auf hohen Granitsockel mit Metallzierzaun | um 1905                                  | nicht erhalten |                                                                     |
|           | Beuthen Stadtpark                                               | Schlesien, jetzt Bytom / Polen                              | Quadratischer Gedenkstein aus gemauerten Granitsteinen mit Inschrift und vier Bronzetafeln und vier gepflanzten Eichen aus dem Sachsenwald., Höhe 5,5 m                                      | 1908                                     | nicht erhalten, | Hermann Kapst, Beuthen (BH)                                         |
|           | Birnbaum Międzychód                                             | Posen / Polen                                               | Turm mit Feuerschale | um 1915                                  | |                                                                     |
|           | Bolkenhain Anhöhe Bolkoburg                                     | Schlesien, jetzt Bolków / Polen                             | Gedenkstein, Findling, mit Bronzemedaillon | um 1900                                  | 2000 abgebaut, Stein mit Medaillon eingelagert |                                                                     |
|           | Borowo Rittergut                                                | Posen, jetzt Polen                                          | Gedenkstein mit Bismarck-Linde | um 1895                                  | 1900 zerstört |                                                                     |
|           | Bouillonville Kirchplatz, Bismarcks Wohnhaus 1870               | Frankreich                                                  | Gedenkstein aus kleinen Findlingen mit Steinplatte | 1915                                     | nicht erhalten |                                                                     |
|           | Breslau Königsplatz, 1.Mai-Platz                                | Schlesien, jetzt Wrocław / Polen                            | Bronzestandbild auf quadratischen Sockel aus schlesischen Sandstein mit Inschrift | 1900                                     | nicht erhalten, Kriegsverlust | Peter Beuer, Berlin (BH)                                            |
|           | Breslau Königsplatz, 1.Mai-Platz                                | Schlesien, jetzt Wrocław / Polen                            | Bismarck-Brunnen, gegenüber vom Standbild, großzügige Brunnenanlage mit zwei Sandsteinfigurengruppen und einer Kaskadenwand mit einer vorgelagerten Terrasse                                 | 1906                                     | kriegsbeschädigt, wieder saniert | Ernst Seger, Berlin (BH), Bernhard Sehring, Berlin (A)              |
|           | Brieg Piastenstraße                                             | Schlesien, jetzt Brzeg / Polen                              | Bronzestandbild auf quadratischen Sandsteinsockel mit Inschrift und Inschrifttafel | 1909                                     | nicht erhalten | Theodor Lange, Brieg (St), Viktor Seifert, Berlin (BH)              |
|           | Bromberg Stationshof                                            | Posen, jetzt Bydgoszcz / Polen                              | Quadratischer Bismarckturm als Aussichtsturm aus Granit mit Gedächtnishalle, mit Inschrift, Ordensritterrelief, Bronzemedaillon und Bismarckwappen, Höhe 25 m                                | 1913                                     | Bronzeteile 1919 nach Frankfurt (Oder) gerettet, 1923 Umbenennung in Freiheitsturm, 1928 nach zwei Sprengversuchen gesprengt,                                                                             | Fuchs, Berlin und Fritz Ernst-Richter (BH)                          |
|           | Culm Ostteil                                                    | Westpreußen, jetzt Chełmno / Polen                          | Quadratischer Turm als Aussichtsturm mit runden Turmabschluss über der Aussichtsplattform aus Naturstein mit Bronzemedaillon, Höhe 23 m                                                      | 1909                                     | nicht erhalten, um 1920 von Polen beseitigt |                                                                     |
|           | Czermno Ostteil                                                 | Polen                                                       | Gedenkstein, Findling auf mehreren Steinen aufgestellt, mit aufgesetzten Eisernen Kreuz mit Inschrift                                                                                        | 1915                                     | nicht erhalten |                                                                     |
|           | Deutsch Krone Poetensteig                                       | Westpreußen, jetzt Wałcz / Polen                            | Gedenkstein ruhend auf viereckiger Fundamentplatte mit Inschrift, Bronzerelief und aufgesetzten Bronzeadler                                                                                  | 1904                                     | nicht erhalten |                                                                     |
|           | Dluszek, Kreis Neidenburg Feldweg                               | Ostpreußen, jetzt Dłuzek / Polen                            | Gedenkstein mit Inschrift | um 1900                                  | unbekannt |                                                                     |
|           | Drengfurth Anhöhe Fürstenau                                     | Ostpreußen, jetzt Srokowo / Polen                           | Runder Turm als Aussichtsturm mit quadratischen Terrassenanbau aus Naturstein mit Inschrift und Bronzemedaillon, Höhe 12,5 m                                                                 | 1902                                     | erhalten, verfällt |                                                                     |
|           | Driesen Festungsplatz                                           | Brandenburg, jetzt Drezdenko / Polen                        | runder Brunnen mit Bronzemedaillon auf quadratischen Sockel | um 1913                                  | erhalten | Arnold Künne, Berlin (BH)                                           |
|           | Drossen Bismarckanhöhe                                          | Brandenburg, jetzt Ośno Lubuskie / Polen                    | Quadratischer Turm als Aussichtsturm aus Holz, Höhe 12 m | um 1905                                  | nicht erhalten |                                                                     |
|           | Eger Anhöhe Grünberg                                            | Böhmen / Österreich-Ungarn, jetzt Cheb / Tschechien         | Quadratischer Turm als Aussichtsturm mit runden Turmabschluss über der Aussichtsplattform aus Naturstein mit Bronzemedaillon, Höhe 18 m                                                      | 1909                                     | erhalten, sanierungswürdig |                                                                     |
|           | Eger bei Weißenstadt                                            | Böhmen / Österreich-Ungarn, jetzt Cheb / Tschechien         | großer Gedenkstein mit Bronzemedaillon | 1900                                     | Arbeiten nach 1919 aufgegeben |                                                                     |
|           | Eger Bismarckhöhe                                               | Böhmen / Österreich-Ungarn, jetzt Cheb / Tschechien         | Steinerne Bank im Bismarck-Hain | 1910                                     | um 1990 durch Vandalismus schwer beschädigt |                                                                     |
|           | Elbing Stagnitter Anhöhe                                        | Westpreußen, jetzt Elbląg / Polen                           | Bismarck-Turm als Aussichtsturm aus Holz, Höhe 12 m | 1904                                     | nach dem Zweiten Weltkrieg zerstört |                                                                     |
|           | Euvezin Marktplatz                                              | Frankreich                                                  | Gedenkstein, gemauerter rechteckiger Aufbau mit Eisernem Kreuz und Inschrift | 1915                                     | 1919 entfernt |                                                                     |
|           | Évricourt Bismarckplatz                                         | Frankreich                                                  | Gedenkstein, Säule mit Eisernem Kreuz und Inschrift | 1915                                     | 1919 entfernt |                                                                     |
|           | Filehne Anhöhe Knospes Berg                                     | jetzt Wieleń, Posen / Polen                                 | Runder Turm als Aussichtsturm aus Backstein mit Medaillon mit vorgelagerter Gaststätte, Höhe 13 m                                                                                            | 1902                                     | 1945 Medaillon verschollen, ruinös erhalten |                                                                     |
|           | Flatow Hauptstraße                                              | Westpreußen, jetzt Złotów / Polen                           | Quadratischer Turm als Aussichtsturm aus Naturstein mit Bronzemedaillon, Höhe 15 m | 1908                                     | um 1968 entfernt |                                                                     |
|           | Flatow Schule, Turnhalle                                        | Westpreußen, jetzt Złotów / Polen                           | Großer Gedenkstein mit Bronzerelief von Bismarck | 1895                                     | 1945 vergraben, Medaillon verschollen, bei Bauarbeiten wiederentdeckt – Aufstellung geplant |                                                                     |
|           | Frankfurt (Oder) Anhöhe Schäfereiberg                           | Brandenburg, jetzt Słubice / Polen                          | Quadratische Bismarcksäule als Feuersäule aus Granit mit Medaillon und Bismarck-Wappen, Höhe 13,5b m                                                                                         | 1901                                     | im Februar 1945 von der Sowjetarmee gesprengt, bzw. am 20. Februar 1945 durch deutsche Wehrmacht | Götterdämmerung: Wilhelm Kreis (A)                                  |
|           | Fraustadt Röhrsdorfer Straße                                    | Posen, jetzt Wschowa / Polen                                | Quadratische Bismarcksäule als Feuersäule aus Granit mit Medaillon und Bismarck-Wappen, Höhe 12 m                                                                                            | 1905                                     | nicht erhalten | Götterdämmerung: Wilhelm Kreis (A)                                  |
|           | Freistadt Waldrand                                              | Oberösterreich / Österreich                                 | Gedenkstein auf aufgeschichteten Findlingen mit Inschrift | 1905                                     | 1919 durch die Tschechoslowakei zerstört |                                                                     |
|           | Bad Gastein Hotel Mirabell                                      | Salzburg / Österreich                                       | Sandsteingedenktafel in einem Wappen an der Gebäudeecke | 1895                                     | erhalten |                                                                     |
|           | Gieschewald Verwaltungsgebäude                                  | Schlesien, jetzt Katowice-Giszowiec / Polen                 | Bismarckfigur als Roland an einer Gebäudeecke mit Überdach | um 1911                                  | nicht erhalten, |                                                                     |
|           | Glogau Anhöhe Gurkauer Berg                                     | Schlesien, jetzt Głogów / Polen                             | Quadratische Bismarcksäule als Feuersäule und Aussichtsturm aus Granit mit Medaillon und Bismarck-Wappen, Höhe 15 m                                                                          | 1905                                     | nach 1945 gesprengt | Götterdämmerung: Wilhelm Kreis (A)                                  |
|           | Görlitz Anhöhe Mühlenberg                                       | Schlesien, jetzt Zgorzelec / Polen                          | Ruhmeshalle, Oberlausitzer Gedenkhalle, Figurenrelief mit Krone haltenden Bismarck am Eingang.                                                                                               | 1902                                     | erhalten | Reinhard Schnauder, Dresden (BH), Hugo Behr, Görlitz (A)            |
|           | Gora (Gura) Rittergut                                           | Westpreußen, jetzt Góra / Polen                             | Gedenkstein mit Kupferfelief und Inschrift | 1906                                     | unbekannt | Harro Magnussen, Berlin (BH)                                        |
|           | Gottesberg Anhöhe Winklerberg                                   | Schlesien, jetzt Boguszów-Gorce / Polen                     | Quadratische Bismarcksäule als Feuersäule und Aussichtsturm aus Granit mit Medaillon und Inschrift, Höhe 11 m                                                                                | 1902                                     | nach 1945 gesprengt | Alfred Daehmel, Hirschberg (BH), Götterdämmerung: Wilhelm Kreis (A) |
|           | Graudenz Getreidemarkt                                          | Westpreußen, jetzt Grudziądz / Polen                        | Bronzereiterstandbild auf mehreckigen Granitsockel mit Bronzemedaillon und Inschrift | 1913                                     | nicht erhalten, nach 1919 entfernt | Heinrich Günther-Gera, Berlin (BH)                                  |
|           | Gravelotte Friedhof                                             | Elsaß-Lothringen, jetzt Frankreich                          | Gedenksäulenhalle auf vier Säulen ruhend, mit 16 Marmortafel Namen der Gefallenen im Ersten Weltkrieg und 14 große Bronzemedaillon, in der Vorhalle eine Bronzefigur.                        | 1905                                     | nicht erhalten | Adolf Knittel, Metz (BH), Ludwig Cauer (BH)                         |
|           | Greifenberg in Pommern Königstraße                              | Pommern, jetzt Gryfice / Polen                              | Gedenktafel am Haus | 1895                                     | unbekannt |                                                                     |
|           | Groß Peterwitz, Kreis Neumarkt Anhöhe Rußwiese                  | Schlesien, jetzt Piotrowice / Polen                         | Gedenkstein, Obelisk mit Bismarck-Büste und Bronzemedaillon mit den Namen der Soldaten vom Krieg 1866                                                                                        | 1868                                     | unbekannt | Gutsbesitzerfamimie Stillfried (St)                                 |
|           | Grünberg in Schlesien Anhöhe Meiseberg                          | Schlesien, jetzt Zielona Góra / Polen                       | Runder Aussichtsturm aus Ziegelmauerwerk mit Bismarck-Medaillon und Inschrift über dem Eingang. Höhe 20 m                                                                                    | 1902                                     | erhalten, |                                                                     |
|           | Guben Anhöhe Bärosberg                                          | Brandenburg, jetzt Gubin / Polen                            | Quadratischer Bismarckturm und Aussichtsturm aus Granit mit Medaillon und Inschrift, Höhe 28 m                                                                                               | 1908                                     | Am 2. März 1945 von der SS gesprengt, um Artilleriebeschuss Gubens zu vermeiden, da er weithin sichtbar war und die Stadt Guben von russischer Seite aus gesehen direkt hinter dem Berg mit dem Turm lag. | Fritz Beyer, Berlin (A)                                             |
|           | Gumbinnen Anhöhe Kallner Berg                                   | Ostpreußen, jetzt Gussew / Russland                         | Quadratischer Bismarckturm und Aussichtsturm aus Granit mit Medaillon und Inschrift, Höhe 12 m                                                                                               | 1902                                     | 20. Januar 1945 von der Wehrmacht gesprengt |                                                                     |
|           | Hargarten Felswand im Wald                                      | Elsass-Lothringen, jetzt Hargarten-aux-Mines / Frankreich   | Über einer Felsgrotte ein Bronzemedaillon | 1907                                     | 1945 demontiert und verwahrt. |                                                                     |
|           | Heiligenbeil Ortsmitte                                          | Ostpreußen, jetzt Mamonowo / Russland                       | Gedenkstein umgeben mit weiteren kleineren Findlingssteinen, mit Inschrift und Bronzemedaillon                                                                                               | um 1902                                  | 1944 entfernt |                                                                     |
|           | Hirschberg Anhöhe Sturmhaube, Malhügel                          | Schlesien, jetzt Jelenia Góra / Polen                       | Gedenkstein mit Inschrift | 1895                                     | 1895 entfernt wegen Eigentümerverletzung und an einem anderen nicht erkundbaren Ort wieder aufgestellt |                                                                     |
|           | Insterburg Anhöhe Georgenburgkehlen                             | Ostpreußen, jetzt Tschernjachowsk / Russland                | Bismarckturm und Aussichtsturm aus Granit mit Steinmedaillon und Inschrift, Höhe 15 m | 1913                                     | ruinös erhalten |                                                                     |
|           | Janowitz Volksschule                                            | Posen, jetzt Janowiec Wielkopolski / Polen                  | Gedenkstein mit Inschrift und eine gepflanzte Bismarck-Eiche im Schulgarten | 1905                                     | Eiche erhalten, Gedenkstein nicht erhalten |                                                                     |
|           | Johannisburg Marktplatz                                         | Ostpreußen, jetzt Pisz / Polen                              | Bronzestandbild auf quadratischen Granitsockel mit Inschrift | 1910                                     | 1914 von Russen demontiert, 1928 wieder aufgestellt, 1945 Kriegsverlust | Leo Bayer (St),                                                     |
|           | Josephsdorf Rittergut                                           | Westpreußen, jetzt Józefkowo / Polen                        | Bismarck-Feuersäule aus Feldsteinen, Höhe 3 m | 1899                                     | nicht erhalten | Konrad Plehn (St)                                                   |
|           | Kattowitz Anhöhe Beatenberg                                     | Schlesien, jetzt Katowice / Polen                           | Quadratischer Bismarckturm und Aussichtsturm aus Sandstein mit Bronzemedaillon und Inschrift, Höhe 20 m                                                                                      | 1903                                     | 1925 in Kosciusko-Turm umbenannt, 1933 abgerissen | Rudolf Siemering (BH)                                               |
|           | Kehrberg Kehrberger Wald                                        | Brandenburg, jetzt Krzywiń / Polen                          | Eingefasste Quelle als Bismarck-Quelle | um 1900                                  | Quelle erhalten, vernachlässigt |                                                                     |
|           | Kempen Anhöhe Ortseingang                                       | Posen, jetzt Kępno / Polen                                  | Quadratischer Bismarckturm als Aussichtsturm aus Granit mit Bronzemedaillon und Inschrift, Höhe 15 m                                                                                         | 1911                                     | 1920 Umbenennung in Kościuszko-Turm, später gesprengt |                                                                     |
|           | Kniephof Schlosspark                                            | Pommern, jetzt Konarzewo / Polen                            | Bronzestandbild auf quadratischen Granitsockel. | 1895                                     | 1919 von polnischer Seite entfernt |                                                                     |
|           | Königsberg Anhöhe Galtgarben                                    | Ostpreußen, jetzt Kaliningrad / Russland                    | Quadratischer Bismarckturm als Aussichtsturm aus Granit mit Bronzemedaillon, Bismarck-Wappen aus Stein und Inschrift, Höhe 13 m                                                              | um 1905                                  | 14. Januar 1945 von der Sowjetarmee gesprengt |                                                                     |
|           | Königsberg Kantplatz                                            | Ostpreußen, jetzt Kaliningrad / Russland                    | Bronzestandbild auf erhöhten quadratischen Sockel in Nachbarschaft mit Kaiser-Wilhelm-Denkmal.                                                                                               | 1901                                     | 1945 stark beschädigt, 1955 entfernt | Friedrich Reusch, Königsberg (BH)                                   |
|           | Königsberg Schönstraße 18                                       | Ostpreußen, jetzt Kaliningrad / Russland                    | Bronzestandbild auf erhöhten quadratischen Sockel mit Inschrift | 1900                                     | nicht erhalten |                                                                     |
|           | Königshütte-Bismarckhütte Bürogebäude der Hütte                 | Schlesien, jetzt Chorzów / Polen                            | Bronzebüste auf Marmorsockel mit Inschrift und Metallzierzaun | 1895                                     | nicht erhalten | Fritz Heinemann, Berlin (BH)                                        |
|           | Köslin Kösliner Forst                                           | Pommern, jetzt Koszalin / Polen                             | Kleiner Gedenkstein an einer gepflanzten Bismarck-Eiche aus dem Sachsenwald | 1906                                     | Baum erhalten, Stein verschollen |                                                                     |
|           | Kohlow Stadtpark                                                | Brandenburg, jetzt Kowalów / Polen                          | Gedenkstein mit Bronzemedaillon und Inschrift mit mehreren Findlingen umgeben und einem Steinwappen                                                                                          | um 1910                                  | unbekannt |                                                                     |
|           | Konitz Schulgebäude                                             | Westpreußen, jetzt Chojnice / Polen                         | 1901 | 1911                                     | unbekannt |                                                                     |
|           | Kreuzburg O.S. Ringstraße, Rathaus                              | Schlesien, jetzt Kluczbork / Polen                          | Bronzestandbild auf quadratischen polierten Granitsockel mit Inschrift und metallzierzaun | 1906                                     | nicht erhalten, von der Sowjetarmee entfernt | Josef Drischler, Berlin (BH)                                        |
|           | Lauenburg in Pommern Anhöhe Wilhelmshöhe                        | Pommern, jetzt Lębork / Polen                               | Quadratischer Bismarckturm als Aussichts-und Wasserturm aus Granit mit angesetzten runden Turm am Obergeschoss, mit Bismarck-Relief aus Bronze, Gesamthöhe 31 m.                             | 1913                                     | erhalten, nur Wasserturm, Medaillon verschollen |                                                                     |
|           | Lenzen Anhöhe Wörder Heide                                      | Westpreußen, jetzt Łęcze / Polen                            | Gedenkstein mit Inschrift | um 1905                                  | um 2002 wieder aufgefunden, liegt auf der Rückseite |                                                                     |
|           | Leunenburg Ortsmitte                                            | Ostpreußen, jetzt Sątoczno / Polen                          | Gedenkstein mit Inschrift | 1895                                     | unbekannt |                                                                     |
|           | Lichtfelde bei Marienburg Anhöhe Waldberg                       | Westpreußen, jetzt Jasna / Polen                            | Quadratischer Bismarckturm als Aussichtsturm aus Backstein, mit Gedächtnishalle, im letzten Drittel sechseckig verjüngend, mit Inschrift und Bronzemedaillon 29 m.                           | 1915                                     | 1951 gesprengt, | Bruno Klatt, Danzig (BH), Ernst Rang, Berlin (A)                    |
|           | Lippehne Soldiner Stadttor                                      | Brandenburg, jetzt Lipiany / Polen                          | Gegliederter Obelisk mit Bronzemedaillon und kreisrunden Bronzelorbeergebinde mit mittiger Texttafel                                                                                         | 1886                                     | unbekannt |                                                                     |
|           | Löwenberg in Schlesien Friedhof                                 | Schlesien, jetzt Lwówek Śląski / Polen                      | Großer Gedenkstein, Findling mit Inschrift und Bronzemedaillon | um 1905                                  | erhalten, umgesetzt zum Friedhof mit polnischen Hinweisen |                                                                     |
|           | Marienburg Festungswall                                         | Westpreußen, jetzt Malbork / Polen                          | Gedenkstein | 1895                                     | nicht erhalten |                                                                     |
|           | Marienwerder Ortsmitte                                          | Westpreußen, jetzt Kwidzyn / Polen                          | Bismarck-Denkmal, mehrstufiger quadratischer Obelisk mit Bronzemedaillon und Ehrentafeln | um 1910                                  | unbekannt |                                                                     |
|           | Marklissa Eulenstein im Queistal                                | Schlesien, jetzt Leśna / Polen                              | Bronzemedaillon am Felsen | um 1910                                  | 1945 verschollen |                                                                     |
|           | Melno Anhöhe Mühlberg                                           | Westpreußen, jetzt Mełno / Polen                            | Quadratischer Turm als Feuerturm aus Klinkerwerk mit Steintafel und Medaillon, Höhe 8 m | 1901                                     | nach 1945 zerstört, | Sally Graupe, Graudenz (BH)                                         |
|           | Meseritz Anhöhe nahe der Stadt                                  | Posen, ab 1938 Brandenburg, jetzt Międzyrzecz / Polen       | Runder Turm als Aussichtsturm aus Basalt mit Bronzemedaillon, Höhe 15 m | 1914, nach 1960 gesprengt                | |                                                                     |
|           | Meseritz Dorfanger                                              | Posen, ab 1938 Brandenburg, jetzt Międzyrzecz / Polen       | Bismarck-Eiche gepflanzt mit Texttafel, Steinbüste auf quadratischen Sandsteinsockel, | 1889                                     | nicht erhalten |                                                                     |
|           | Metz Anhöhe St.Quentin                                          | Elsaß-Lothringen, jetzt Frankreich                          | Quadratische Bismarck-Säule als Aussichtsturm aus Granit mit Bronzemedaillon, Höhe 14 m | 1902                                     | erhalten, Bronzemedaillon verschollen | Götterdämmerung: Wilhelm Kreis (A)                                  |
|           | Mierunsken, ab 1938 Merunen Anhöhe Alexanderberg                | Ostpreußen, jetzt Mieruniszki / Polen                       | Gedenkstein, hoher aufrechtstehender Findling mit Inschrift und Bronzerelief und Bronzeadler als Bekrönung,                                                                                  | 1901                                     | unbekannt |                                                                     |
|           | Mörchingen Nachtigallenschlucht                                 | Elsaß-Lothringen, jetzt Morhange / Frankreich               | Quadratischer Turm als Aussichtsturm aus Klinker-und Ziegelmauerwerk mit Bronzebismarck-Wappen, Höhe 7 m                                                                                     | 1901                                     | 1918 von Franzosen abgerissen |                                                                     |
|           | Montmédy Grenzlinie                                             | Elsaß-Lothringen, jetzt zu Frankreich                       | Gedenkstein aus mehreren Steinen aufgeschichteter Hügel mit Widmungstafel und ein Geschütz                                                                                                   | 1915                                     | 1918 entfernt |                                                                     |
|           | Montsec, Kanton Saint-Mihiel Marktplatz                         | Elsaß-Lothringen, jetzt zu Frankreich                       | Gedenkstein mit Bronzetafel in Form eines kleinen griechischen Tempels | 1915                                     | 1918 entfernt |                                                                     |
|           | Moskau Parkanlage des Friedrich-Wilhelm-Viktoria-Stifts         | Russland                                                    | Bronzebüste auf niedrigen quadratischen Sockel, Bismarck als Gutsherr mit Schlapphut und Gehrock darstellend.                                                                                | 1895                                     | 1919 verschollen | Harro Magnussen, Berlin (BH)                                        |
|           | Moskau Parkanlage des Friedrich-Wilhelm-Viktoria-Stifts         | Russland                                                    | Bronzebüste auf quadratischen zweistufigen Granit-Sockel mit Inschrift, Bismarck in Uniform mit losem Umhang über der Schulter darstellend.                                                  | 1901                                     | 1919 verschollen | Arnold Künne, Berlin (BH)                                           |
|           | Möstchen 1,5 Kilometer westlich von Möstchen                    | Brandenburg, jetzt Mostki / Polen                           | Runder Bismarckturm als Aussichtsturm aus Granit und Backsteinen mit Bronzereichsadler, Bronzemedaillon, Höhe 18 m                                                                           | um 1901                                  | erhalten |                                                                     |
|           | Myslowitz Drei-Kaiserreich-Ecke                                 | Schlesien, jetzt Myslowitz / Polen                          | Quadratische Bismarcksäule als Aussichtsturm aus Granit und Sandstein mit Bronzereichsadler, Bronzemedaillon, Höhe 22 m                                                                      | 1907                                     | 1933 von Polen abgebrochen Bronzemedaillon verschollen | Gustav Lind, Berlin (BH), Götterdämmerung: Wilhelm Kreis (A)        |
|           | Namslau Marktplatz                                              | Schlesien, jetzt Namyslow / Polen                           | Gedenkstein mit Bronzemedaillon | 1895                                     | 1919 entfernt | Bruno Kruse, Berlin (BH)                                            |
|           | Naugard Marktplatz                                              | Pommern, jetzt Nowogard / Polen                             | Bronzestandbild auf quadratischen Sockel aus Granit mit Bronzerankenverzierungen und Inschrift,                                                                                              | 1897                                     | 1919 von Polen entfernt |                                                                     |
|           | Naumburg am Bober Marktplatz                                    | Schlesien, jetzt Nowogród Bobrzański / Polen                | Gedenkstein mit Bronzemedaillon mit gepflanzter Bismarck-Eiche aus dem Sachsenwald. | um 1895                                  | verschollen, Baum erhalten |                                                                     |
|           | Neidenburg Marktplatz, Kaiser-Wilhelm-Platz                     | Ostpreußen, jetzt Nidzica / Polen                           | Gedenkstein, auf gestapelten Findlingen mit Bismarck-Relief aus Bronze und Inschrift | 1904                                     | verschollen |                                                                     |
|           | Neustettin Anhöhe Burgenwerder am Streitzigsee                  | Pommern, jetzt Szczecinek / Polen                           | Quadratischer Turm als Aussichtsturm aus Feldsteinen mit Bronzemedaillon und Inschrift, Höhe 19 m                                                                                            | 1911                                     | erhalten, ohne Inschrift und Medaillon |                                                                     |
|           | Neustettin Stadtgartenanlage                                    | Pommern, jetzt Szczecinek / Polen                           | Gedenkstein, Findling, zusammen mit Moltke und Roon mit Bronzemedaillon | 1900                                     | 1956 wurde der Bismarck-Gedenkstein umgesetzt und in Pommnik Zdobywców Wału Pomorskiego umbenannt, die anderen Gedenksteine entfernt.                                                                     |                                                                     |
|           | Nixdorf Tanzplan                                                | Böhmen / Österreich-Ungarn, jetzt Mikulášovice / Tschechien | Quadratischer Turm als Aussichtsturm aus Granit und Klinker mit Bronzemedaillon und Inschrifttafeln, Höhe 26 m                                                                               | 1905                                     | erhalten, Bronzeteile 1945 verschollen |                                                                     |
|           | Ober Eißeln Anhöhe Signalberg                                   | Ostpreußen, jetzt Gorino / Russland                         | Quadratischer Turm als Aussichtsturm aus Feldsteine und Klinker mit Bronzemedaillon und Inschrifttafeln, Höhe 20 m                                                                           | 1912                                     | ruinös erhalten |                                                                     |
|           | Ober Johnsdorf Anhöhe Johnsberg                                 | Schlesien, jetzt Janówek / Polen                            | Runder Turm als Aussichtsturm aus Feldsteine, Granit, Sandstein und Klinker mit Ehrenhalle und Untergeschoss, Bronzemedaillon und Inschrift, Höhe 23 m                                       | 1869                                     | erhalten, Bronzeteile seit 1945 verschollen, |                                                                     |
|           | Obornik Marktplatz                                              | Posen, jetzt Oborniki / Polen                               | Bronzestandbild auf quadratischen wuchtigen Sockel mit Inschrift | 1901                                     | 1918 entfernt | Arnold Künne, Berlin (BH)                                           |
|           | Oels Marktplatz                                                 | Schlesien, jetzt Oleśnica / Polen                           | Bronzestandbild auf quadratischen Granitsockel mit Bronzeschmuckelementen | um 1900                                  | 1944 Metallspende, Sockel 1963 mit Frederice Chopin-Büste | Robert Bärwld, Berlin (BH), 1963 Tadeusz Hofman (BH)                |
|           | Oppeln Bahnhofsplatz                                            | Schlesien, jetzt Opole / Polen                              | Runder Gedenkstein, Säulenstumpf in halbrunder Steinbankeinfassung. Höhe 3,5 m | 1911                                     | Kriegsverlust | Robert Bednorz, Schlesien (BH)                                      |
|           | Ortelsburg Stadtpark                                            | Ostpreußen, jetzt Szczytno / Polen                          | Runde Brunnenanlage mit Bronzebüste auf runden Sockel mit quadratisch eckiger Büstenplatte mit Wappen und Inschrift                                                                          | 1911                                     | erhalten, ohne Büste und Bronzeteile, verwahrlost, |                                                                     |
|           | Osterode i. Ostpr. Stadtpark                                    | Ostpreußen, jetzt Ostróda / Polen                           | Runder Turm als Aussichtsturm aus Granit und Klinker mit quadratischer Ehrenhalle und Bronzemedaillon und Inschrift, Höhe 21 m                                                               | 1902                                     | 1923 Umbaumaßnahmen, erhalten, Bronzetafel verschollen, |                                                                     |
|           | Pazechody Feld vor der Ortschaft                                | Pazechody bei Ossowice / Polen                              | Gedenkstein mit Bronzemedaillon und Inschrift: Erbaut vom III, Bataillon der Landwehr Infanterie-Regiment 5.                                                                                 | 1915                                     | unbekannt |                                                                     |
|           | Pohlschildern Forst von Pohlschildern                           | Schlesien, jetzt Szczytniki nad Kaczawą / Polen             | Gedenkstein, Form einer kleinen Pyramide mit Bronzegedenktafel | 1896                                     | demoliert erhalten, Bronzetafel verschollen |                                                                     |
|           | Pollnow Varbelower Anhöhe                                       | Pommern, jetzt Polanów / Polen                              | Quadratischer Turm als Aussichtsturm aus Mauerwerk und Fachwerk mit Holzverkleidung im oberen Turmdrittel mit Bronzemedaillon und Inschrift, Höhe 15 m                                       | um 1930                                  | 1945 beschädigt und später abgerissen |                                                                     |
|           | Posen Parkanlage Glacis                                         | Posen, jetzt Poznań / Polen                                 | Bronzestandbild auf quadratischen Sockel mit Inschrift | 1903                                     | 1919 von den Polen entfernt | Gustav Eberlein, Berlin (BH)                                        |
|           | Pudewitz Schule                                                 | Posen, jetzt Pobiedziska / Polen                            | Bronzestandbild auf gemauerten Natursteinsockel | 190                                      | nach 1918 entfernt, Bronzeteile verschollen, Sockel um 1920 entfernt. | Robert Bärwald, Berlin (BH)                                         |
|           | Ratibor Anhöhe bei Hohenbirk                                    | Schlesien, jetzt Racibórz / Polen                           | Quadratischer Turm als Aussichtsturm aus Mauerwerk und Granit im Erdgeschoss eine Ehrenhalle mit Steinbüste, mit Bronzemedaillon und Inschrift, Höhe 18 m                                    | 1912 bis 1913                            | 10. November 1933 von Polen gesprengt, Bronzeteile verschollen. |                                                                     |
|           | Ratibor Stadtpark                                               | Schlesien, jetzt Racibórz / Polen                           | Quadratischer Metallziergitterobelisk mit Bronzemedaillon im oberen Drittel | 1910                                     | verschollen nach 1918 |                                                                     |
|           | Ratzebuhr Anhöhe Tetzlaffsberg                                  | Pommern, jetzt Okonek / Polen                               | Quadratischer Aussichtsturm aus Granit und Klinkerverblendmauerwerk mit kleiner Gedenkhalle, mit Bronzemedaillon, Höhe 24 m                                                                  | 1908                                     | erhalten, Nutzung als Feuerwachturm, | Baumeister Stelter, Ratzebuhr (A)                                   |
|           | Reichenbach im Eulengebirge Anhöhe Hohe Eule                    | Schlesien jetzt Dzierżoniów / Polen                         | Runder Aussichtsturm aus Beton mit kleiner Gedächtnishalle, mit Bronzemedaillon und Bronzebüste, Höhe 25 m                                                                                   | 1906                                     | erhalten | Harro Magnussen, Berlin (BH)                                        |
|           | Rethel Erstes Bismarck-Denkmal in Frankreich                    | Frankreich                                                  | Gedenkstein mit Gedenkplakette aus Naturstein, kegelförmig aufgemauert, Höhe 5 m | 1915                                     | unbekannt |                                                                     |
|           | Rezonville Wohnhaus nahe der Kirche                             | Frankreich                                                  | Sandsteingedenktafel an der Hausfassade | um 1905                                  | Anlage erhalten, Standbild nach 1963 eingeschmolzen | Karl Donndorf, Dresden (BH)                                         |
|           | Rheinsberg Kirche                                               | Westpreußen, jetzt Ryńsk / Polen                            | Gedenkstein, Obelisk aus gemauerten Feldsteinen mit Bronzemedaillon, Höhe 5 m | 1906                                     | Reste erhalten, |                                                                     |
|           | Rosenau im Waldviertel bei Zwettl Anhöhe Galgenberg             | Niederösterreich, Österreich                                | Quadratische Bismarck-Feuersäule aus Granit mit Bismarck-Relief und Inschrifttafel aus Marmor, Höhe 9 m                                                                                      | 1907                                     | erhalten | Leopold Bauer, Wien (A), Leo von Moos, Salzburg (BH)                |
|           | Rossitten Vogelwarte                                            | Ostpreußen, jetzt Rybatschi / Russland                      | Gedenkstein mit Inschrift und gepflanzter Bismarck-Eiche aus dem Sachsenwald | 1885 Eiche und 1886 Gedenkstein          | Stein erhalten, umgesetzt in die Biologische Station, Baum nicht erhalten |                                                                     |
|           | Rummelsburg Marktplatz                                          | Pommern, jetzt Miastko / Polen                              | Bronzestandbild auf quadratischen abgestuften blauen Granitsockel mit Inschrift | 1899                                     | 1943 Metallspende, Sockel erhalten ohne Inschrift, jetzt mit Christusfigur | Hugo Cauer, Berlin (BH)                                             |
|           | Sagan Anhöhe Burgberg                                           | Schlesien, jetzt Żagań / Polen                              | Quadratischer Turm als Aussichtsturm aus Granit und Feldsteinen, über dem Eingangsportal ein ruhender Löwe aus Granit mit Bronzemedaillon und Inschrifttafeln, Höhe 20 m                     | 1909                                     | erhalten, Bismarckhinweise fehlen | Carl Stahlberg, Hirschberg (A), Klaus, München (BH)                 |
|           | Saint-Mihiel Waldstück an der Meuse                             | Frankreich                                                  | Gedenkstein auf einen rechteckigen Sockel mit Inschrift, Gedenktafel und steinernes Bismarckrelief mit einer Granate bekrönt.                                                                | 1. April 1915, 100. Geburtstag Bismarcks | unbekannt |                                                                     |
|           | Salzburg Waagplatz, Haus Nr. 1; Ankerhaus, Judengasse 17        | Österreich                                                  | Gedenktafel aus rosa Marmor mit weißen Marmorrelief von Bismarck mit Inschrift | 1901                                     | erhalten | Leo von Moos, Salzburg (BH)                                         |
|           | Sankt Petersburg Englische Uferstraße, Am Englischen Kai Nr. 50 | Russland                                                    | Gedenktafel mit Inschrift in Russisch und Deutsch an der Hausfassade, Bismarckrelief mittig, darüber das Bismarck-Wappen                                                                     | 1998                                     | erhalten, |                                                                     |
|           | Schivelbein Stadtpark                                           | Pommern, jetzt Świdwin / Polen                              | Quadratischer Turm als Aussichtsturm aus Granit und einem walmdachähnlichen Dachaufbau, mit Bronzemedaillon und Inschrifttafeln, Höhe 22 m                                                   | 1911                                     | erhalten, verfällt | Franz Brewing, Schivelbein (A)                                      |
|           | Schneidemühl Stadtpark                                          | Posen, jetzt Piła / Polen                                   | Gedenkstein mit Bismarck-Medaillon aus Bronze und Inschrifttafel | 1904                                     | nicht erhalten |                                                                     |
|           | Schweidnitz Wilhelmstraße, Bankgebäude                          | Schlesien, jetzt Świdnica / Polen                           | Bronzestandbild auf quadratischen hellen Granitsockel mit Inschrift | 1904                                     | nicht erhalten | Robert Bärwald, Berlin (BH)                                         |
|           | Schwiebus Anhöhe Salkauer Berge                                 | Brandenburg, jetzt Świebodzin / Polen                       | Runder Turm als Aussichtsturm aus Granit und mit Bronzemedaillon, Höhe 22 m | 1908                                     | erhalten, Privatgelände |                                                                     |
|           | Selesen Selesener Forst                                         | Pommern, jetzt Żelazo / Polen                               | Gedenkstein mit Inschrift, Erinnerung an einen Sturz vom Pferde bei einer Jagd | nach 1860                                | unbekannt | Hr. von Bandemer (St)                                               |
|           | Sensburg Stadtpark, Anhöhe Jaenickhöhe                          | Ostpreußen, jetzt Mrągowo / Polen                           | Runder Turm als Aussichtsturm aus Ziegelmauerwerk und mit Bronzemedaillon, Höhe 23 m | 1906                                     | erhalten, Medaillon durch einen polnischen Wappenadler ausgetauscht | Baurat Gersdorf, Sensburg (A)                                       |
|           | Soissons Anhöhe 129                                             | Frankreich                                                  | Gedenkstein mit eingemeiselter Inschrift in einem angelegten gärtnerisch gestalteten Ehrenplatz                                                                                              | 1915                                     | unbekannt | Major von Menges, Reserve-Infanterie-Regiment Nr. 72 (St)           |
|           | Soldau Anhöhe Fuchsberg                                         | Ostpreußen, jetzt Działdowo / Polen                         | Quadratischer Turm als Gedenkstein aus Natursteinen, Höhe 11 m | 1916                                     | erhalten, schlechter Zustand |                                                                     |
|           | Soldau Stadtpark                                                | Ostpreußen, jetzt Działdowo / Polen                         | Gedenkstein |                                          | nicht erhalten, Stadtpark nicht mehr vorhanden |                                                                     |
|           | Sorau Sorauer Wald, Anhöhe Rückenberg                           | Brandenburg, jetzt Żary / Polen                             | Quadratische Feuersäule als Aussichtsturm aus Felssteinen mit hölzernen kegelförmigen Turmaufbau, Höhe 25 m,                                                                                 | um 1915                                  | erhalten, beschädigt |                                                                     |
|           | Sorau Bismarckplatz, Parkanlage                                 | Brandenburg, jetzt Żary / Polen                             | Marmorbüste auf quadratischen hellen Sockel mit Inschrift | um 1900                                  | |                                                                     |
|           | Stargard Gartenanlagen des Jugendheimes                         | Pommern, jetzt Stargard / Polen                             | Bronzebüste auf quadratischen Sockel eingefasst | 1915                                     | unbekannt |                                                                     |
|           | Stettin-Gotzlow Weinberg                                        | Pommern, jetzt Szczecin-Gocław / Polen                      | Runder Bismarck-Turm als Ruhmeshalle, Monument, als Aussichtsturm, Bismarcknationaldenkmal für die Provinz Pommern. Aufwendiger mit plastischen Bildhauerschmuck versehener Bau, Höhe 25 m   | 1921                                     | erhalten, ohne Bismarckhinweise | Wilhelm Kreis (A)                                                   |
|           | Stolp Bismarckplatz                                             | Pommern, jetzt Słupsk / Polen                               | Bronzestandbild auf quadratischen Sockel mit Bismarck-Wappen und Relief | 1901                                     | am 8. August 1945 vom Sockel gestürzt und seitdem verschollen, Sockel erhalten mit Figur des polnischen Schriftstellers Hendryk Sinkiewicz                                                                | Georg Renatus Meyer-Steglitz, Berlin (BH)                           |
|           | Stonsdorf Anhöhe Prudelberg                                     | Schlesien, jetzt Staniszów / Polen                          | Quadratische Feuersäule als Aussichtsturm mit Säulenecken aus Granit mit pyramidenförmigen Turmoberbau und runden bekrönenden Turmabschluss, Höhe 25 m,                                      | 1901                                     | 1992 gesprengt | Alfred Daehmel, Hirschberg (A und BH)                               |
|           | Straßburg Kaiserplatz                                           | Elsaß-Lothringen, jetzt Frankreich                          | Kaiserpalast (heute Palais du Rhin), Gebäude im deutschen Viertel, Quadratischer Gebäudekomplex, Hauptfront mittig mit einer 35 m hohen Kuppel, mit einem Bismarck-Wappen in der Fassade,    | 1889                                     | erhalten | Hermann Eggert (A), Born, Frankfurt a. M. (BH)                      |
|           | Strehlen Anhöhe Marienberg                                      | Schlesien, jetzt Strzelin / Polen                           | Gedenkstein aufrecht stehend aus Granit mit Bronzebüste und Inschrift | 1905                                     | 1917 entfernt, Büste Metallspende | Eisenberg, Strehlen (BH)                                            |
|           | Święta Anna Marktplatz, Dorfmitte                               | Polen                                                       | Gedenkstein, pyramidenähnlich aufgestapelte Natursteine mit Inschrifttafel | 1915                                     | nicht erhalten | Major Moericke, 9. Mobile Etappenkommandantur (St)                  |
| Thorn     | Thorn Bromberger Platz                                          | Westpreußen, jetzt Toruń / Polen                            | Bismarck-Feuersäule aus Granit mit Bronzerelief, Höhe 12 m | 1901                                     | 1926 abgetragen | Harro Magnussen, Berlin (BH)                                        |
|           | Trebschen Schlosspark                                           | Brandenburg, jetzt Trzebiechów / Polen                      | Gedenkstein aus aufgeschichteten Steinen mit Bismarck-Medaillon aus Bronze und Inschrift |                                          | |                                                                     |
|           | Varzin Schloss                                                  | Pommern, jetzt Warcino / Polen                              | Marmorbüste auf quadratischen Sockel aus schwedischen roten polierten Granit | 1902                                     | 1945 von Sowjetsoldaten zerstört, Reste wieder aufgefunden. | Adolf von Donndorf, Stuttgart (BH)                                  |
|           | Vladslo                                                         | Belgien                                                     | Quadratischer Bismarck-Gedenkstein mit Inschrift | 1915                                     | |                                                                     |
|           | Waitze                                                          | Posen, ab 1920 Brandenburg, jetzt Wiejce / Polen            | Gedenkstein, Findling auf mehrstufigen Unterbau mit Bronzemedaillon | 1915                                     | erhalten, ohne Bronzemedaillon |                                                                     |
|           | Weißstein Verwaltungsgebäude                                    | Schlesien, jetzt Wałbrzych.Biały Kamień / Polen             | Gedenkstein schlesischer Granit mit Bronzemedaillon | 1905                                     | unbekannt |                                                                     |
|           | Ziegenhals Anhöhe Mittelkoppe                                   | Schlesien, jetzt Głuchołazy / Polen                         | Bismarck-Aussichtsturm aus Holz, Höhe 30 m | 1902                                     | 19. Dezember 1912 durch Sturm zerstört |                                                                     |
|           | Zielenzig Schule an der promenade                               | Brandenburg, jetzt Sulęcin / Polen                          | Gedenkstein, aufgerichteter Findling von mehreren Steinen umgeben mit Bronzemedaillon | 1910                                     | unbekannt |                                                                     |
|           | Zinten Stadtpark                                                | Ostpreußen, jetzt Kornewo / Russland                        | Bismarck-Denkmal in Form einer halbrunden Steinbank mit mittigen Bismarckkopf aus Bronze |                                          | |                                                                     |
|           | Zobten am Berge Anhöhe Mittelberg                               | Schlesien, jetzt Sobótka / Polen                            | Quadratische Bismarck-Säule als Aussichtsturm aus Granit mit Bronzemedaillon und Wappen. Höhe 15 m                                                                                           | 1907                                     | erhalten, ohne Bronzeteile | Götterdämmerung: Wilhelm Kreis (A)                                  |
|           | Zwettl Bismarckstraße                                           | Österreich                                                  | Bronzetafel mit Bismarck-Relief | 1915                                     | nach 1945 entfernt |                                                                     |

## Bismarckdenkmale außerhalb Europas

### Alphabetisch A bis Z
| Abb./Foto | Ort, Standort                                                         | Land                                     | Art | entstanden | Verbleib                                                                            | Künstler                     |
| --------- | --------------------------------------------------------------------- | ---------------------------------------- | --- | ---------- | ----------------------------------------------------------------------------------- | ---------------------------- |
|           | Atakpamé An der Bahnstrecke von Lomé nach Vanjelli                    | Togo                                     | Bismarck-Gedenkbrunnen mit Gedenkstein pyramidenartiger gemauerter Aufbau mit Bronzemedaillon | 1908       | nicht erhalten                                                                      |                              |
|           | Bismarck-Archipel – Gazellenhalbinsel Anhöhe Varzinberg, Kurheim Toma | Deutsch-Neuguinea, jetzt Papua-Neuguinea | Bismarckturm als Feuerturm, | 1910       |                                                                                     | Splieth, Berlin (St und BH)  |
|           | Bismarck-Archipel – Gazellenhalbinsel Anhöhe Varzinberg               | Deutsch-Neuguinea, jetzt Papua-Neuguinea | Gedenktafel aus Tropenholz | 1898       | nicht erhalten                                                                      |                              |
|           | Buea Stationhof                                                       | Deutsch-Kamerun, jetzt Kamerun           | Bismarckbrunnen mit Medaillon aus Betonguss | 1899       | erhalten, verwittert                                                                |                              |
|           | Cap Nachtigal Anhöhe am Hafen                                         | Deutsch-Kamerun, jetzt Kamerun           | Zwei verbundene Rundtürme als Aussichts-und Leuchtturm aus Basalt mit Gedächtnishalle, mit Inschrift, Bronzemedaillon und Bismarckwappen, Höhe 25 m                                                                  | 1901       | erhalten                                                                            |                              |
|           | Chicago Stadtpark, Anhöhe                                             | Vereinigte Staaten von Amerika           | Sandsteinstandbild auf quadratischen Sockel mit Inschriften | 1913       | unbekannt                                                                           |                              |
|           | Concepción Mirador Alemán, Cerro Caracol                              | Chile                                    | Quadratischer Turm als Aussichtsturm aus Naturstein mit Bronzemedaillon, Höhe 10 m | 1921       | erhalten, durch Erdbeben beschädigt                                                 |                              |
|           | Daressalam Gouverneurspalast                                          | Deutsch-Ostafrika, jetzt Tansania        | Bismarckbüste aus Bronze auf quadratischen Sandsteinsockel | 1900       | 1921 nach Berlin transportiert und auf der Wilhelmstraße aufgestellt. Kriegsverlust |                              |
|           | Kilwa Anhöhe Singinoberg                                              | Deutsch-Ostafrika, jetzt Tansania        | Quadratischer Bismarck-Feuerturm aus Korallensteinen, mit indischem Sandstein verkleidet in Form eines Kegels mit aufgesetzter 4 Meter hohen Feuerschale aus Stahl, mit Bismarck-Relief aus Bronze, Gesamthöhe 10 m. | 1901       | zum Signalturm umfunktioniert                                                       |                              |
|           | Muanza unbekannt                                                      | Deutsch-Ostafrika, jetzt Tansania        | Gedenkstein in kegelförmiger Ausführung mit Bronzemedaillon, Höhe 3 m | 1904       | 1918 von englischen Armisten gesprengt                                              |                              |
|           | Pangani Flussmündung des Pangani-Flusses                              | Deutsch-Ostafrika, jetzt Tansania        | Gedenkstein mit Bronzemedaillon in einer Brunnenanlage | 1915       | unbekannt                                                                           |                              |
|           | Porto Alegre Parkanlage                                               | Rio Grande do Sul, Brasilien             | Bronzebüste auf quadratisch einfachen Sockel | 1902       | unbekannt                                                                           |                              |
|           | Tanga Bismarckplatz                                                   | Deutsch-Ostafrika, jetzt Tansania        | Bronzebüste auf kegelförmigen quadratischen Sockel aus weißen Kalkstein mit Gedenktafel aus Bronze | 1901       | unbekannt                                                                           | Harro Magnussen, Berlin (BH) |